# Ребрик Богдан Васильович
Богдан Васильович Ребрик (нар. 30 липня 1938, с. Павлівка, тепер Тисменицький район, Івано-Франківська область — 1 січня 2023) — український громадський та політичний діяч, член Української Гельсінської групи з 1979 року, багатолітній політв'язень, Народний депутат України 1-го скликання, належав до української громади, яку назвали шістдесятниками.

## Життєпис
Народився 30 липня 1938 року в с. Павлівка у сім'ї селян. Мати померла в 1943, батько — учасник УПА, був ув'язнений з 1944—1956, помер 1957 р.
1954 року поїхав на Урал, у Магнітогорськ, закінчив ФЗН, за фахом тесля, а пізніше дістав освіту за фахом радіотехнік і радист стратегічного повітряного судна. 1957—1962 — служба в армії, де втратив 70 % зору. 1962—1967 інструктор-викладач івано-франківської обласної радіотехнічної школи ДТСААФ.
6 лютого 1967 р. був заарештований за виховання курсантів-призовників "у націоналістичному дусі". 12 травня 1967 р. засуджений за ст. 62 ч.1 КК УРСР на 3 роки таборів і 5 років позбавлення права займати посади, пов'язані з викладанням і вихованням молоді. Покарання відбував у мордовських таборах. Звільнений 6 лютого 1970 р.
1970—1974 працював вантажником на торговій базі та пакувальником меблів на Івано-Франківській меблевій фабриці.
Після звільнення з неволі знову включався в національно-визвольну боротьбу.
23 травня 1974 р. заарештований,  йому було інкриміновано «злісну антирадянську пропаганду» в усній формі, виготовлення і розповсюдження матеріалів антирадянського змісту, поширення серед громадськості документу І.Дзюби «Інтернаціоналізм чи русифікація?». 17 лютого 1975 р. визнаний Івано-Франківським обласним судом особливо небезпечним рецидивістом і засуджений за ст.2 ч.2 ККУРСР на 7 років таборів особливого суворого режиму і 3 роки заслання. Термін відбував у ЖХ-385/1-6 (село Сосновка, Мордовія) та селі Кучино Пермської області. Неодноразово зазнавав тортур, сидів у карцері за активну участь у боротьбі політв'язнів проти свавілля табірної адміністрації, за відмову співпрацювати з КДБ, написання й підписування відкритих листів, звернень надати свободу поневоленим народам СРСР і інших правозахисних публіцистичних документів.
У липні 1976 р. за відмову виконати наказ перейти в камеру до кримінальних в'язнів був жорстоко побитий офіцером і наглядачем, а потім кинутий в одиночну камеру на 15 діб. 7 липня 1977 р. на етапному перегоні з Івано-Франківська до Мордовії, в Київській пересильній тюрмі відмовився зняти натільний хрестик. Конвой став силою знімати хрестика, він сховав його в рот, а коли майор спробував витягнути хрестик з рота відкусив цьому пальця. За це розлючені конвоїри тяжко побили його і кинули непритомного, голого у підвальний бетонний карцер. У липні 1978 р. його знову возили в Івано-Франківськ, щоб домогтися каяття та змусити підписати покаянну заяву. Після відмови покаятися та погодитися на співпрацю, дорогою назад у табір побили так, що після етапу потрапив до лікарні.
У 1979 році , перебуваючи в таборі у Соснівці, увійшов до складу Української Гельсінкської Групи (УГГ),  1 березня 1980 р. всі в'язні з Сосновки перевезені в табір особливого режиму ВС-389/36-1, у спеціально створену зону за 200 метрів від суворого режиму, в сел. Кучино, Чусовського р-ну, Пермської обл. Перед цим в нього відібрали особисті речі та книги. Тут у найжорстокішій ізоляції, вкрай тяжких умовах утримувалися політув'язнені, визнані «особливо небезпечними рецидивістами», через дільницю особливого режиму, за весь період існування табору, пройшло 57 політув'язнених.
27 квітня 1981 р. етапований на заслання в Казахстан, селище-радгосп Кенбідаїк, Кургальджинського району Цілиноградської області. Звільнився у 1984 р. та залишився в Казахстані, маючи намір виїхати з СРСР. Працював на Цілиноградському фарфоровому заводі. У 1984—1987 рр. зробив 6 спроб виїхати з СРСР з метою лікування очей. Акції на захист Ребрика і зусилля щодо його виїзду за кордон проводилися різними відділеннями Міжнародної амністії (шведське, німецьке, англійське, італійське та інші), але дозволу на виїзд він так і не отримав.
У липні 1987 р. повернувся до Івано-Франківську й активно включився в політичну діяльність. Став членом Науково-культурного товариства «Рух» (керівники М.Чучук та Я.Шевчук) Коли 1988 року в Коломиї відновився випуск самвидавського альманаху «Карби гір» (виходив у 1981 р.), став його відповідальним секретарем. Головний редактор — Д.Гриньків, члени редакції — Т.Мельничук і І.Качур.
У 1989—1990 рр. — член крайової ради Народного руху України (НРУ), учасник Установчого з"їзду НРУ в Києві, співголова створеного обласного «Меморіалу» (співголови: Б.Ребрик, З.Дума, Р.Круцик), заступник голови обласної організації Української гельсінкської спілки (голова — П.Марусик). З 1990 р. — член Ради Української республіканської партії (УРП).
4 березня 1990 р. обраний народним депутатом України від Тисменицького виборчого округу та одночасно депутатом Івано-Франківської обласної ради.
18 травня 1990 р. у сесійній залі Верховної Ради вперше виголосив слова про незалежність України: «Ми будемо вирішувати питання незалежності України. Прошу врахувати, що ваші діди і батьки наробили багато помилок, які принесли біди і страждання українському народу. Ви сьогодні прийшли у верховний орган законодавчої влади і маєте можливість виправити ті помилки, разом з нами дати українському народові волю, проголосити незалежність. Народна Рада прийшла сюди ставити це питання на вирішення».
6 квітня 1990 р. колегія Прокуратури України клопотала перед Верховною Радою про її згоду на притягнення Ребрика, Л. Лук'яненка, В. Чорновола, С. Хмари до кримінальної відповідальності за організацію несанкціонованих мітингів по всій Україні на захист свободи і незалежності України та Литви. Верховна Рада відхилила клопотання. 
Ребрик входив до складу парламентської опозиції «Народна рада». Був головою підкомісії Верховної Ради у справах репресованих, співавтор Закону від 17 квітня 1991 р. "Про реабілітацію жертв політичних репресій на Україні".
У жовтні 1990 р. був учасником студентської голодівки — акції української молоді, що поклала початок протестній кампанії в Україні.
Реабілітований у 1991 р. 
У 1996 р. здобув фах юриста в Київському економічному університеті.
З 1996 р. — заступник голови Івано-Франківської обласної організації Народно-Демократичної партії.
З 1997 р. — член Ради Республіканської Християнської партії (РХП), член Етичної комісії.
З 1995 р. працює радником голови Тисменицької райдержадміністрації Івано-франківської області з питань державного будівництва, у 1999—2003 рр. - радником голови облдержадміністрації з політичних питань.
Учасник делегації від Івано-Франківщини на Соловецькі острови та в урочище Сандармох Медвеж'єгорського району Республіки Карелія, з місією поклонитися пам'яті страчених в'язнів Соловецьких таборів (2011 р.).
Жив в Івано-Франківську. Помер 1 січня 2023 року у віці 84 років. Був похований 3 січня на кладовищі рідного села.

## Нагороди
- Орден «За мужність» І ступеня (2006 р.),
- Орден «За заслуги» ІІІ ступеня (2011 р.),
- «Почесна Грамота Верховної Ради України»,
- Медаль «За боротьбу в особливо важких умовах» (1989),
- Медаль «За заслуги перед Прикарпаттям» (2013 р.),
- Пам'ятний знак в'язням сумління «Українська Гельсінкська Група 1976—2006».